# Erycibe aenea
Espèce
Classification phylogénétique
Erycibe aenea est une espèce de liane de la famille des Convolvulaceae, originaire de Malaisie.

## Description
- Liane pouvant atteindre une longueur de 50 mètres